# 선바위 (서울)
선바위(禪岩)는 서울특별시 종로구 무악동 내 인왕산에 있는 화강암 바위로, 서울특별시의 민속문화재 제4호로 지정되어 있다.

## 현재 모습
선바위는 마치 중이 장삼을 입고 있는 것처럼 보이므로 '禪'자를 따서 이름하였다. 사람들은 석불님ㆍ관세음보살님, 또 이 두 개의 바위를 양주(兩主)라고 부르기도 한다. 임신을 원하는 부인들이 이 바위에 빌면 효험이 있다고 하여 정성을 드리는데 작은 돌을 붙이면 효험이 크다고 하여 돌을 문질러서 붙인 자국이 남아있다. 이를 붙임바위라고 한다. 선바위는 높이가 7∼8m, 가로 11m 내외, 앞뒤의 폭이 3m 내외로 두 개의 큰 바위가 어깨를 나란히 하고 있는 형상이다. 바위 아래에는 가로 약 10m, 높이 70∼80cm의 제단이 시멘트로 단장되어 있다.

## 유래 전설
이 바위는 태조 이성계와 무학대사의 상이라는 전설과 이성계 부부의 상이라는 전설이 있다. 또 무학대사가 태조의 명을 받고 천도할 곳을 찾다가 현재의 서울을 찾아냈으나 국운이 500년밖에 유지 못 할 것을 알게 되자 이 선바위에서 천일기도를 하였다고 하며 그 뒤부터 이 바위가 유명하게 되었다고 한다. 또 태조가 도성을 쌓을 때 왕사(王師)인 무학대사와 문신인 정도전이 이 바위를 성 안으로 하느냐 성밖으로 하느냐로 크게 의견이 대립되었다. 태조는 결정을 미루고 돌아와 잠을 자는데 꿈에 4월인데도 눈이 쌓이고 있었다. 밖을 내다보니 낮에 회의하던 곳이 보이고 안쪽으로 들여쌓은 쪽의 눈이 녹아 버렸다. 태조는 이것이 하늘의 계시임을 알고 정도전의 주장대로 선바위를 성밖으로 두게하자 무학대사는 크게 한숨을 쉬면서 “이제 중들은 선비 책보따리나 짊어지고 다니는 신세가 되었다.”고 한탄하였다는 것이다. 그래서 한양도성(서울성곽)을 설성(雪城)이라고 부르게 되었다고 한다.

## 신앙의 대상으로서의 선바위
제일(祭日)은 개인별로 와서 치성을 드리기 때문에 일정하지 않다. 그러나 불교 신자들은 4월 초파일, 7월 칠석날 같은 경우는 많은 사람이 다녀간다고 하며, 영산제(靈山祭) 때에는 여러 스님과 신도들이 이곳에 와서 제를 지낸다고 한다. 제의(祭儀)는 개인치성을 드리고 사람들이 정화수ㆍ백설기ㆍ메ㆍ과실 등 저마다 간단한 제물을 준비해 와서 제단에 차려 놓고 절을 하며 기원한다. 절은 보통 3번하고 반절하며 방향을 돌려가며 절을 하기도 한다. 그리고 많이 할수록 좋다고 하며 108염주를 하나씩 돌려가며 절을 하기도 하고 3천번을 하는 사람도 있다고 한다. 인등(引燈)은 개인의 기복(祈福)을 위해 선바위 관리사무소에서 원하는 사람에게 액수에 따라 반년이나 일년씩 켜준다. 인등은 옛날 등잔불 모양이며 위의 심지 부분에 작은 전등이 달려 있다. 선바위는 암석숭배(岩石崇拜)의 일종으로 이것이 전설화되고 또 불교와 무속신앙(巫俗信仰)이 밀착되면서 무속신앙의 중요지가 되어 있다.

## 지질
선바위는 지질학적으로 중생대 쥐라기에 형성된 대보 화강암의 일부로 소위 서울 화강암에 해당한다.

## 참고 자료
- 선바위(선암) - 국가유산청 국가유산포털
- 서울특별시 서울문화재 선바위 소개 페이지

 본 문서에는 서울특별시에서 지식공유 프로젝트를 통해 퍼블릭 도메인으로 공개한 저작물을 기초로 작성된 내용이 포함되어 있습니다.